# Сеної
Сено́ї — одна з груп корінного населення Західної (Півострівної) Малайзії. Мешкають у тропічних лісах гір і передгір'їв Центрального хребта півострова Малакка, переважно в межах штатів Перак, Келантан і Паханг.
Слово «сеной» місцевими мовами означає «людина». У минулому до сеноїв застосовувався термін «сакаї», але він був відкинутий як зневажливий.

## Оранг-аслі

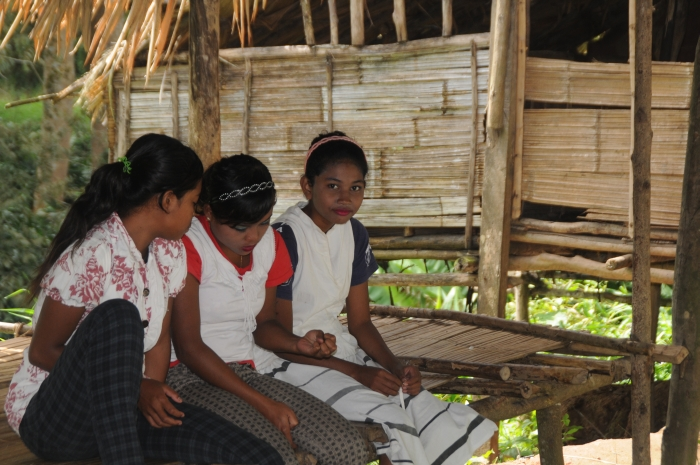
Група сенойських дівчат із племені семаїв.

Уряд Малайзії зараховує корінне населення Півострівної Малайзії до категорії «оранг-аслі» (корінні жителі). Це 18 офіційно визнаних племен, що перебувають під опікою Департаменту в справах аборигенів (малай. Jabalan Kemajuan Orang Asli, JAKOA). Вони поділені на 3 групи: семанги (негритоси), сеної та протомалайці, по 6 племен у кожній. Такий поділ є умовним і заснований, у першу чергу, на зручності здійснення державою адміністративних функцій. Терміни «семанги», «сеної» та «протомалайці» не стосуються конкретних етнічних груп або їх етнічної самосвідомості. Для оранг-аслі вони мають зовнішнє походження. Кожне з племен є цілком самостійним і не асоціює себе з будь-якою ширшою категорією населення.
Тричленний поділ оранг-аслі був розроблений британськими колонізаторами на самому початку XX століття за європейськими расовими концепціями. Зважаючи на те, що три зазначені групи відрізняються за мовою, зовнішністю (расовими ознаками) та характером традиційної економіки, негритоси (короткі, темні, кучеряві) розглядалися як найпримітивніша раса, сеної (вищі, зі світлішою шкірою, хвилястим чорним волоссям) — як просунутіші, а аборигенні малайці (високі, світлошкірі, з прямим волоссям) сприймалися майже на рівних з мусульманами-малайцями. Згодом расистські концепції були відкинуті, а категорії «семанги», «сеної» та «протомалайці» (малайських термін, що замінив «аборигенні малайці») стали маркерами різних моделей культурних традицій, специфічних соціально-господарських комплексів. Сенойська модель, зокрема, передбачає існування автономних громад населення, діяльність яких заснована на підсічно-вогневому землеробстві, що в невеликих масштабах поєднується із торгівлею та мисливством. У цьому плані вони протистоять семангам (мисливцям-збирачам) та протомалайцям (осілим землеробам).

## Племена сеноїв
Сеної є найбільшою групою оранг-аслі, їх доля становить близько 54 відсотків загальної чисельності оранг-аслі. До групи сеноїв зараховують 6 племен: чевонги (малай. Che Wong), махмерійці (малай. Mahmeri), джагути (малай. Jah Hut), семакберійці (малай. Semoq Beri), семаї (малай. Semai) і темьяри (малай. Temiar). За походженням до них близькі семелаї (малай. Semelai), одне з племен протомалайців. Є ще одна невелика племінна група, темоки (малай. Temoq), яка припинила своє офіційне існування в 1980-ті роки, коли департамент-попередник JAKOA включив їх до складу семелаїв.
Критерії, які використовуються для визначення людей як сеноїв, є непослідовними. Зазвичай до цієї групи зараховують племена, які говорять центральноаслійськими мовами й займаються підсічно-вогневим землеробством. Цим критеріям відповідають семаї та темьяри, два найбільші сенойські народи. Але до складу сеноїв включають також чевонгів, що розмовляють мовою північноаслійської групи, джагутів, мова яких займає окреме місце серед аслійських мов, та семакберійців, носіїв південноаслійської мови. В культурному плані до сеноїв належать також семелаї та темоки, яких офіційно включають до складу протомалайців. У той же час махмерійці, що за офіційною класифікацією зараховуються до сеноїв, займаються землеробством і рибальством і в культурному плані стоять ближче до малайців. Три останні народи говорять південноаслійськими мовами.

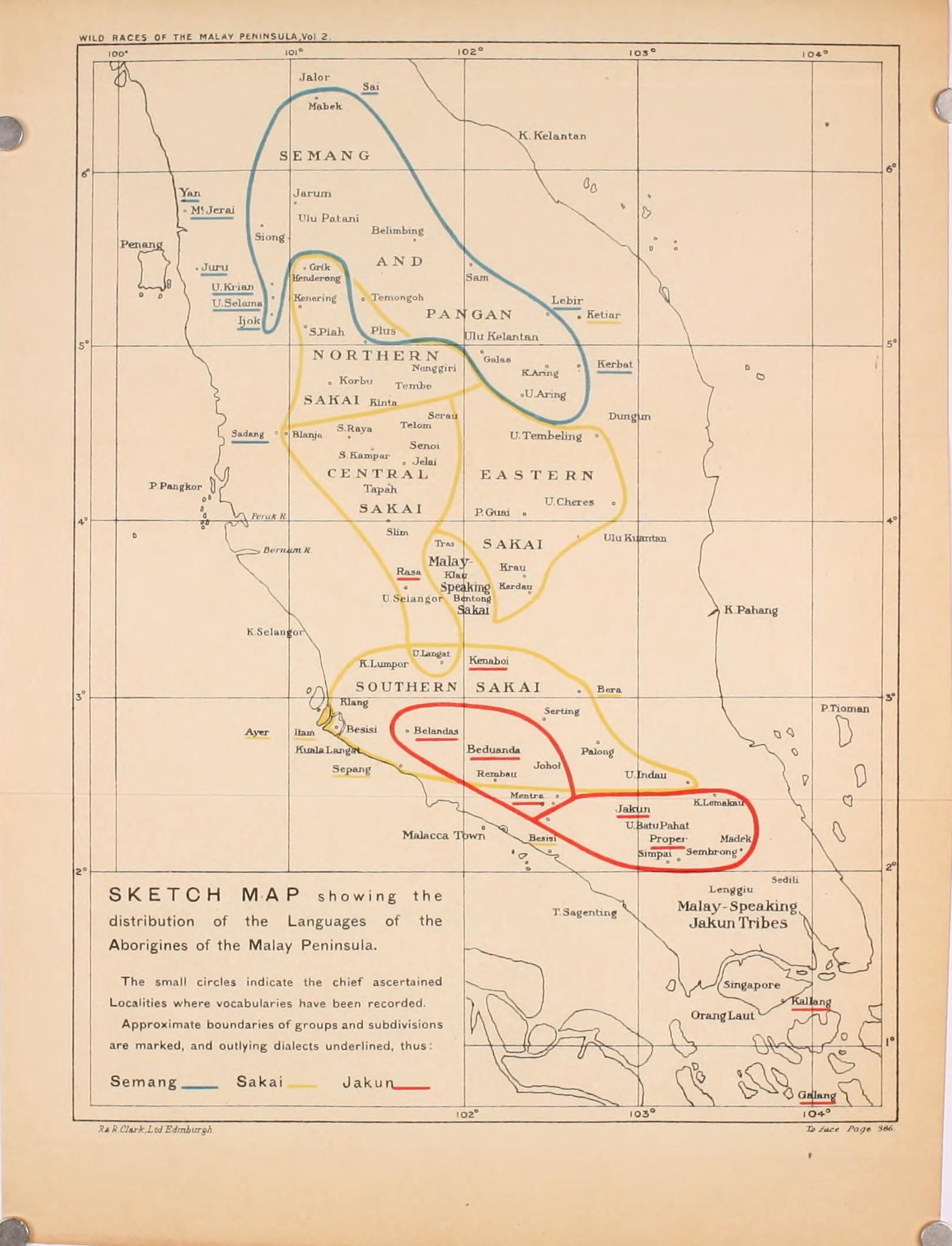
Мапа розселення оранг-аслі (1906 р.); райони розселення сеноїв (Sakai) обмежені жовтою лінією.

Чевонги (Chewong, Ceq Wong, Che’ Wong, Ceʔ Wɔŋ, Siwang) — негритоси, що напівосіло живуть у трьох-чотирьох селах на південних схилах гори Бенум (малай. Gunung Benom) у віддалених районах західного Пахангу (округи Рауб та Темерлох). Етнологічна класифікація чевонгів завжди була проблематичною. Назва «чевонг» є спотворенням імені малайського працівника Департаменту полювання Siwang bin Ahmat періоду до Другої світової війни, котре британський єгер неправильно зрозумів як назву етнічної групи. У традиційному господарстві чевонгів переважало збиральництво. Мова належить до північної групи аслійських мов, вона є спорідненою з мовами семангів.
Темьяри (Temiar, північні сакаї, Temer, Təmεr, Ple) — другий за чисельністю сенойський народ. Вони розселені на 5200 км² джунглів по обидва боки Центрального хребта, населяють південний Келантан і північно-східний Перак. Як правило, живуть у верхів'ях річок, у найвищих і найізольованіших регіонах. У периферійних районах своєї етнічної території підтримують інтенсивні контакти із сусідніми народами. Основними традиційними заняттями є підсічно-вогневе землеробство та торгівля.
Семаї (Semai, центральні сакаї, Səmay, Səmey) є найбільшим підрозділом не лише сеноїв, а й усіх оранг-аслі. Живуть на південь від темьярів, окремими групами, також по обох схилах Центрального хребта в південному Пераці, північно-західному Паханзі та в сусідніх районах Селангору. Основними традиційними заняттями є підсічно-вогневе землеробство та торгівля, займаються також вирощуванням товарних культур, працюють по найму. Проживають у різних умовах, від гірських джунглів до міських смуг. Семаї ніколи не мали сильного відчуття спільної ідентичності. Гірські семаї називають своїх низинних родичів «малайцями», а ті, в свою чергу, називають горян «темьярами».
Джагути (Jah Hut, Jah Hět, Jah Hət) локалізуються в округах Темерлох і Джерантут, на східних схилах гори Бенум у центральному Паханзі, це східні сусіди чевонгів. Традиційне заняття: підсічно-вогневе землеробство.
Семакберійці (Semaq Beri, Səmaʔ Bərēh, Semoq Beri) — жителі внутрішніх районів Пахангу (округи Джерантут, Маран, Куантан) і Тренгану (округи Улу-Тренгану, Кемаман). Назву семак-бері від британських колоніальних адміністраторів спочатку отримала одна з місцевих груп, згодом ця назва поширилась на весь народ. Їхньою мовою вона означає «лісові люди». Традиційними заняттями народу були підсічно-вогневе землеробство, мисливство та збиральництво. Поділяються на осілі групи на півдні та групи колишніх мисливців-збирачів, що в минулому кочували на значній території навколо озера Бера (малай. Tasik Bera) в Паханзі, а також в Тренгану й Келантані. Багато інших оранг-аслі сприймають семакберійців як семелаїв.
Семелаї (Semelai, Səməlay) локалізуються в центральному Паханзі, зокрема в районі озера Бера, річок Бера, Теріанг, Пая-Бесар і Пая-Бадак. Живуть також на кордоні Пахангу з Негері-Сембіланом (на річках Сертінг та Луй, у низинах на північ від Сегамату до південного берега річки Паханг) і по інший бік кордону між цими штатами. Офіційно зараховуються до числа аборигенних малайців. Збиральництво не входило до їхнього традиційного господарського комплексу. Крім заняття підсічно-вогневим землеробством, рибалять в озерах, працюють по найму.
Темоки (Temoq, Təmɔʔ) — маловідома група, яка зараз не є офіційно визнаною JAKOA, хоча в минулому входила до його переліку племен. Зараховуються до числа семелаїв, їх західних сусідів. Живуть у штаті Паханг, на річці Джерам на північний схід від озера Бера. Традиційно кочували й час від часу займалися землеробством.
Махмерійці (Mah Meri, Hmaʔ MərĪh, застаріла назва: бесісі, Besisi, Btsisi’, Ma’ Betise’, Hma’ Btsisi’) живуть у прибережних районах штату Селангор. Крім землеробства, займаються рибальством. Серед усіх сенойських народів махмерійці найбільше зазнали малайського впливу. Проте, вони бояться жити в міських районах, і їхня прихильність до власних традиційних земель, як і раніше, залишається дуже сильною.
У минулому мабуть існували й інші сенойські племена. У верхній течії річки Клау на захід від гори Бенум згадуються таємничі Beri Nyeg або Jo-ben, що говорили мовою, досить тісно пов'язаною з чевонг. Повідомлялося також про плем'я Jah Chong, яке могло говорити діалектом, що сильно відрізняється від джагут. Декілька діалектів, пов'язаних із бесісі (мах-мері) існувало в районі Куала-Лумпуру. Можливо, існували й інші племена, що говорили південно-аслійськими мовами й жили на територіях, які нині населяють темуани та джакуни, носії австронезійських мов.
Урядові програми розвитку спрямовані на швидке розчищення лісів, що займають гірські схили. В результаті сучасні території розселення сеноїв стають все більш обмеженими.

## Чисельність
Наявні дані про чисельність окремих племен сеноїв є такими:
| Рік          | 1960   | 1965   | 1969   | 1974    | 1980    | 1996    | 2000*   | 2003*   | 2010    |
| ------------ | ------ | ------ | ------ | ------- | ------- | ------- | ------- | ------- | ------- |
| Семаї        | 11 609 | 12 748 | 15 506 | 16 497  | 17 789  | 26 049  | 34 248  | 43 892  | 49 697  |
| Темьяри      | 8 945  | 9 325  | 9 929  | 10 586  | 12 365  | 15 122  | 17 706  | 25 725  | 30 118  |
| Джагути      | 1 703  | 1 893  | 2 103  | 2 280   | 2 442   | 3 193   | 2 594   | 5 104   | 4 191   |
| Чевонги      | 182    | 268    | 272    | 215     | 203     | 403     | 234     | 664     | 818     |
| Махмерійці   | 1 898  | 1 212  | 1 198  | 1 356   | 1 389   | 2 185   | 3 503   | 2 986   | 2 120   |
| Семакберійці | 1 230  | 1 418  | 1 406  | 1 699   | 1 746   | 2 488   | 2 348   | 3 545   | 3 413   |
| Семелаї      | 3 238  | 1 391  | 2 391  | 2 874** | 3 096** | 4 103** | 5 026** | 6 418** | 9 228** |
| Темоки       | 51     | 52     | 100    | **      | **      | **      | **      | **      | **      |
| Разом        | 28 856 | 28 307 | 32 905 | 35 507  | 39 030  | 53 543  | 65 659  | 88 334  | 99 585  |

Примітки: * дані 2000 і 2003 років не включають осіб, що проживають за межами призначених для оранг-аслі населених пунктів і центрів; ** темоки включені до складу семелаїв.
Наведені дані походять з різних джерел, отже, не завжди послідовні. Цифри JAKOA, наприклад, не враховують оранг-аслі, що живуть у містах і не потрапляють під юрисдикцію JAKOA. Розбіжності при підрахунку семаїв та темьярів іноді становлять 10-11 %. Значна кількість оранг-аслі зараз живе в міських районах, і їх кількість можна тільки вгадувати, оскільки вони не записуються окремо від малайців. Однак це не означає, що вони асимілювалися в малайській громаді.
Розподіл сенойських народів за штатами (JHEOA, 1996, перепис):
|              | Перак  | Келантан | Тренгану | Паханг | Селангор | Негері-Сембілан | Малакка | Джохор | Всього |
| ------------ | ------ | -------- | -------- | ------ | -------- | --------------- | ------- | ------ | ------ |
| Семаї        | 16 299 | 91       |          | 9 040  | 619      |                 |         |        | 26 049 |
| Темьяри      | 8 779  | 5 994    |          | 116    | 227      | 6               |         |        | 15 122 |
| Джагути      |        |          |          | 3 150  | 38       | 5               |         |        | 3 193  |
| Чевонги      | 4      |          |          | 381    | 12       |                 |         | 6      | 403    |
| Махмерійці   |        |          |          |        | 2 162    | 12              | 7       | 4      | 2 185  |
| Семакберійці |        |          | 451      | 2 037  |          |                 |         |        | 2 488  |
| Семелаї      |        |          |          | 2 491  | 135      | 1 460           | 6       | 11     | 4 103  |
| Разом        | 25 082 | 6 085    | 451      | 17 215 | 3 193    | 1 483           | 13      | 21     | 53 543 |

## Мова
Мови сеноїв належать до аслійської гілки австроазійської сім'ї. Вони є спорідненими з мон-кхмерськими мовами, поширеними на території М'янми, Таїланду, Лаосу, Камбоджі, В'єтнаму, а також на Нікобарських островах, що належать Індії. Аслійські мови є складовою південних мон-кхмерських мов, разом із монською і, можливо, нікобарськими мовами. Найближчою до них вважається монська мова.
Аслійські мови поділяються на чотири підгрупи: північну, центральну, джагут та південну. Серед сеноїв є носії усіх чотирьох підгруп. Два найбільших народи, семаї та темьяри, розмовляють мовами центральноаслійської підгрупи, з якою зазвичай асоціюються сеної. Мову джагут раніше також включали до складу центральноаслійських мов, але нові історико-фонологічні дослідження засвідчили її окрему позицію. Мова чевонг належить до північноаслійської підгрупи, хоча й сильно відрізняється від решти мов цієї підгрупи, якими говорять семанги. Мови семак-бері, семелай, темок і махмері належать до південноаслійської підгрупи.
Попри очевидні спільні риси між аслійськими мовами, факт їх спільного походження від однієї прамови не є твердо встановленим.
Семайська, найбільша із сенойських мов, поділяється на понад сорок досить відмінних діалектів, хоча традиційно розглядаються лише два основних (західний, або низинний, та східний, або гірський), і не всі з них є взаємно зрозумілими. Кожен діалект певною мірою функціює сам по собі. Дуже високий рівень діалектного поділу перешкоджає збереженню мови в цілому.
Темьярська мова, навпаки, має порівняно однорідний характер, її місцеві варіації є взаємно зрозумілими й сприймаються лише як акценти. Спостерігається стандартизація й територіальне розширення цієї мови. Особливістю темьярської мови також є те, що вона виконує роль своєрідного буфера між іншими аслійськими мовами та малайською мовою. З одного боку, це значно збільшило темьярський словник, створюючи високий рівень синонімії, а з іншого, сприяло поширенню темьярської мови серед сусідніх племен оранг-аслі. Вона стала чимось на зразок лінгва франка серед північних і центральних груп оранг-аслі.
Майже всі оранг-аслі тепер є щонайменше двомовними; крім рідної, вони говорять малайською, національною мовою Малайзії. Існує й багатомовність, коли люди знають декілька аслійських мов і спілкуються ними між собою. Малайська мова поступово витісняє рідні мови, зводячи сферу їхнього використання до домашнього побутового рівня. Поступово збільшується число оранг-аслі, що вміє читати й писати малайською. До цього додається інформаційний і технічний вплив, також малайською.
Коли йдеться про рівень загрози щезання для аслійських мов, слід брати до уваги довгострокові взаємодії між цими мовами, а також з малайською. Найбільший рівень малайських лексичних запозичень мають південноаслійські мови, а також мови малих або лісових груп оранг-аслі, особливо тих, що жили на рівнині й підтримували регулярні контакти з малайським населенням. Наприклад, у семелайській мові він становить 23 %, а в мові мах-мері — 25 %. З іншого боку, найменше малайських запозичень мають мови великих землеробських народів, що жили значною мірою ізольовано від малайців. Для темьярської мови цей показник становить лише 2 %, для гірського семайського діалекту — 5 %, а для низинного семайського діалекту — 7 %. Аслійські мови мають фонетичні запозичення з малайської мови, але часто вони використовуються лише в малайських словах.
Вплив малайської мови зростає з розвитком економіки та інфраструктури в районах проживання оранг-аслі та, відповідно, збільшенням зовнішніх контактів. Сфера вживання деяких аслійських мов сильно скоротилася, в найбільшій небезпеці серед мов сеноїв перебуває махмерійська мова. Її носії перебувають у безпосередній близькості не лише з малайцями, а й з іншими громадами оранг-аслі, зокрема темуанами, вкладають мішані шлюби, переходять на іншу мову. Втрата мови однак не означає втрати власної культури.
Більшість оранг-аслі продовжує говорити рідними мовами. Деякі молоді представники корінних народів пишаються тим, що говорять аслійською мовою і шкодували б, якщо б вона зникла. Однак інші соромляться говорити рідною мовою.
Позиції семайської та темьярської, двох найбільших аслійських мов, лишаються доволі міцними. Семайська мова виконує роль лінгва франка у воєнізованих загонах оранг-аслі сеной-праак (малай. Senoi Praaq). Темьярська мова поширена серед багатьох сусідніх племен оранг-аслі, її знають навіть деякі малайці в окремих районах Келантану. В лікарняному комплексі оранг-аслі в Улу-Ґомбак, розташованому на північ від Куала-Лумпуру, багато пацієнтів спілкується темьярською мовою, що є для них виявом «аслійської» солідарності. Ще одним фактором на користь семайської та темьярської мов є поява пан-аслійської ідентичності всередині частини корінного населення Півострівної Малайзії, на противагу малайській більшості. Темьярською та семайською мовами ведуться спеціальні програми для оранг-аслі, що транслюються державним радіо Малайзії. Радіомовлення оранг-аслі (канал Asyik FM) почалося в 1959 році й транслюється щодня з 8 ранку до 10 вечора. Канал також доступний через Інтернет (http://asyikfm.rtm.gov.my/). Семайські та темьярські диктори, говорячи рідними мовами, вживають значну кількість малайських слів, особливо у випусках новин. Часто темьярська й семайська використовуються разом. У минулому іноді було мовлення й іншими аслійськими мовами, зокрема мах-мері, але воно припинилося. На жаль, обидві головні сенойські мови не мають в Малайзії офіційного статусу.
Дуже мало існує письмових публікацій асійськими мовами. До недавнього часу жодна з аслійських мов не мала письмової літератури. Проте деякі бахаїсти та християнські місіонери, а також автори бюлетенів JAKOA створюють друковані матеріали аслійськими мовами. Тексти, записані дикторами радіо, базуються на малайській та англійській писемності й носять аматорський характер. Оранг-аслі цінують грамотність, але вони навряд чи зможуть підтримувати писемність рідною мовою, спираючись на малайську або англійську абетку. Автори текстів аслійськими мовами стикаються з проблемами транскрипції та орфографії, відчувається вплив штампів, характерних для стандартної малайської мови.
Аслійські мови ще не були достатньо досліджені, для них не була розроблена якісна орфографія. Однак, були зроблені офіційні кроки до впровадження темьярської та семайської як мов навчання в початкових класах шкіл штату Перак. Навчальні матеріали були підготовлені комітетом семайських шкільних вчителів. На підтримку цієї програми в березні 1999 р. в Тапах було проведено спеціальну «орієнтаційну» зустріч. З огляду на технічні труднощі, пов'язані, серед іншого, з наявністю в семайській мові численних діалектів, ще занадто рано говорити, чи будуть ці зусилля успішними. Але в декількох школах вже почали використовувати семайську мову. Це було зроблено відповідно до Закону про освіту 1996 року, за яким у будь-якій школі, де є близько 15 учнів оранг-аслі, їх батьки можуть дати запит на відкриття класів з їх етнічною мовою навчання, якими вони повинні бути забезпечені. Причина зацікавленості держави в розвитку аслійських мов полягає в нерегулярній відвідуваності шкіл дітьми оранг-аслі, що залишається проблемою для малайзійської системи освіти.
Новим явищем є поява текстових повідомлень аслійськими мовами, які поширюються їхніми носіями при використанні мобільних телефонів. На жаль, через побоювання втручання в особисте життя, більшість цих зразків неофіційної грамотності не можна побачити. Ще однією знаковою подією став вихід записів поп-музики аслійськими мовами, переважно темьярською та семайською. Їх часто можна почути на Asyik FM. Комерційно успішним виявився альбом Asli, записаний оранг-аслійською групою Jelmol (Jɛlmɔl, «гори» темьярською мовою). Хоча більша частина пісень у ньому виконуються малайською, є також 2 треки темьярською мовою.

## Історія
У середньому голоцені, а це 7000-3000 років тому, населення Малайського півострова зазнало істотних змін в своєму біологічному обличчі, матеріальній культурі, виробничих навичках і мові. Частково вони були викликані прибуттям мігрантів-землеробів з північніших районів материкової Південно-Східної Азії (Таїланд, Камбоджа, В'єтнам). З приходом мігрантів пов'язують виникнення на Малайському півострові підсічно-вогневого землеробства й появу рису. В результаті змішування нових груп населення з місцевими негритоськими племенами виникли предки сеноїв, що жили в північних і центральних районах півострова. Впровадження землеробства обумовило напівосіле проживання пов'язаних із ним груп населення, а також формування в їх середовищі стійкіших соціальних структур. Відмова від постійного руху спонукала формування окремих локальних громад і народів.
Населення півострова розпадається на дві групи, кожна зі своїм стійким соціально-економічним комплексом: семангів та сеноїв. Семанги жили серед густих тропічних лісів, розташованих на висотах нижче 300 метрів над рівнем моря, й займалися кочовим мисливством та збиральництвом. Сеної жили на більших висотах і обробляли свої сільськогосподарські ділянки. Контакти між обома групами були мінімальними, сеної лише вимінювали у семангів свою сільськогосподарську продукцію на дари лісів.
Мігранти з півночі принесли не лише землеробство, а й аслійські мови, якими тепер розмовляють як сеної, так і семанги.
Ранні австронезійські мігранти прибули на Малайський півострів приблизно 2500 років тому. Вони були предками сучасних аборигенних малайців (джакунів, темуанів). Малайці прибули пізніше, ймовірно, близько 1500—2000 років тому, в період політичного розширення раннього малайського царства Шривіджая з центром на півдні Суматри (VII—XIV ст. після Р. Х.). Племена оранг-аслі не перебували в ізоляції. Десь близько 500 г. до Р. Х. на Малайському півострові виникають невеликі прибережні поселення, які стали центрами торгівлі, підтримували контакти з Китаєм, Індією, Близьким Сходом і Середземномор'ям. Оранг-аслі стали постачальниками лісової продукції (ароматична деревина, каучук, роги носорогів і бивні слонів), а також золота та олов'яної руди, остання була особливо потрібна індійськими торговцями для виготовлення бронзи. Натомість корінні жителі Малайського півострова отримували такі товари, як тканини, залізні знаряддя, намиста й харчові продукти, зокрема рис. Під впливом зовнішніх контактів виникає ще одна культурна традиція корінного населення, характерна для сучасних аборигенних малайців. Є повідомлення, що південноаслійські мови, можливо, пов'язані із сучасними мах-мері або семелай, у минулому були поширені у внутрішніх районах Негері-Сембілану, Пахангу та Джогору. Згодом вони увійшли до складу джакунів та темуанів. Таким чином, південні групи сеноїв брали безпосередню участь у формуванні традиції аборигенних малайців.
Наприкінці XIV ст. на узбережжі Малайського півострова малайці заснували свої торгові поселення, найвідомішим серед яких була Малакка. На початку XV ст. правитель Малакки прийняв іслам. Чисельність малайців постійно збільшувалась за рахунок притоку нових мігрантів із Суматри та інших частин сучасною Індонезії, а також асиміляції оранг-аслі. Малайські мігранти повільно просувалися річками вглиб півострова, а більшість оранг-аслі паралельно відступала в передгір'я й гори. Поступово поширювались малайська мова та культура. Зі збільшенням малайського населення, політичне й економічне значення оранг-аслі зменшувалось. Скоротилася й їх чисельність, тепер аборигенне населення складала лише меншість, яка відкидала асиміляцію.

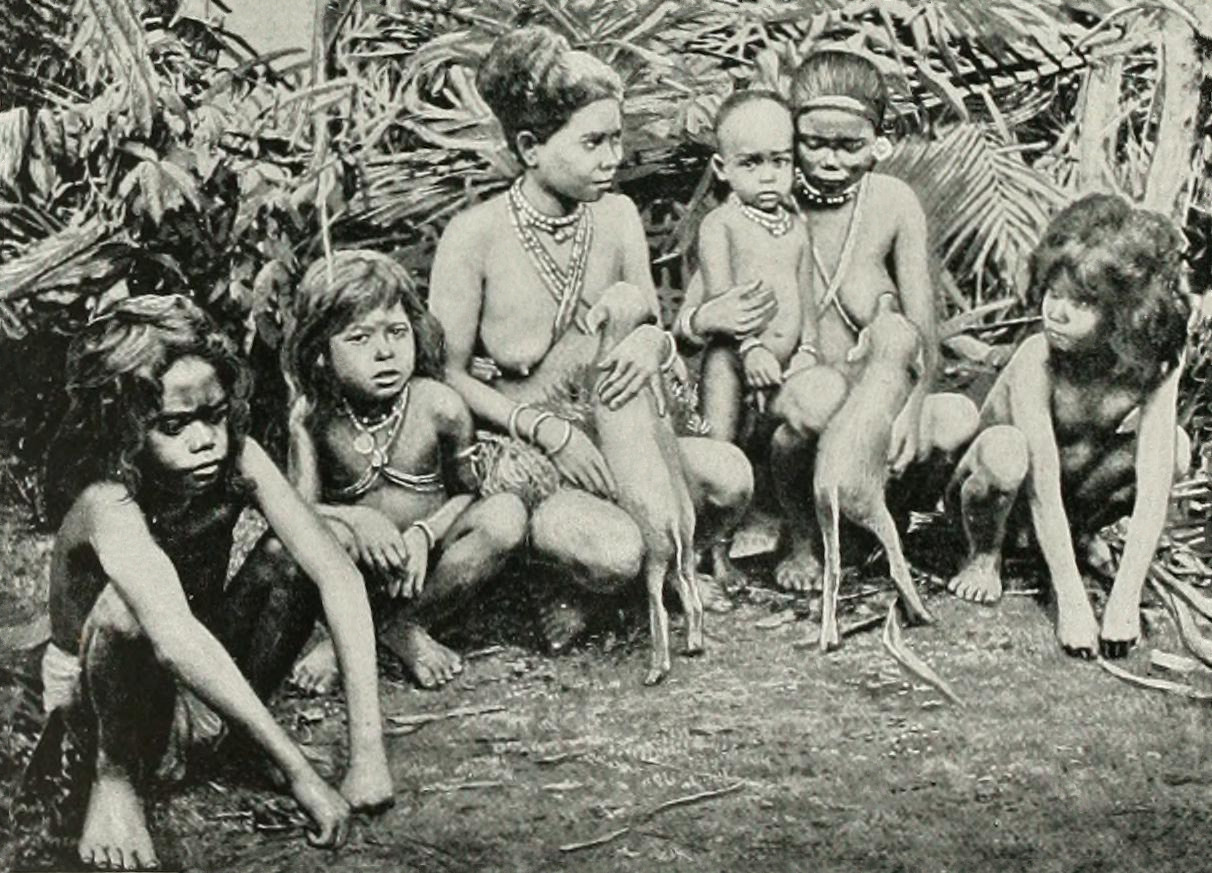
Сенойська родина (1908 р.)

Піднесення малайських держав спочатку перетворило сеноїв на підлеглих, а після ствердження ісламу — на зневажених язичників. Спосіб життя оранг-аслі, їх традиції в одязі, і навіть їх фізичні ознаки серед малайців стали об'єктом глузувань. У XVIII і XIX століттях оранг-аслі стали жертвами рейдерів-работоргівців, переважно малайців, що походили із Суматри. Корінні жителі не були мусульманами, тому на них не поширювалась заборона на поневолення інших мусульман. Як правило, добре озброєні люди атакували село або табір в нічний час, вбиваючи дорослих чоловіків і жінок і захоплюючи дітей. Іноді малайці провокували або примушували лідерів оранг-аслі до викрадення людей з іншої групи оранг-аслі, яких вони передавали малайцям, намагаючись таким чином уберегти своїх власних жінок від полону. Захоплені раби формували робочу силу як у містах, так і в домашніх господарствах вождів і султанів; інших продавали на невільничих ринках работорговцям, які перевозили їх в інші краї, зокрема на Яву. Із тих часів походить зневажливий термін «сакаї», що застосовувався малайцями до сеноїв; він означає «тваринні (грубі) аборигени» або «раби». Рейдерство за рабами був зупинене британським колоніальним урядом наприкінці XIX — на початку XX ст.

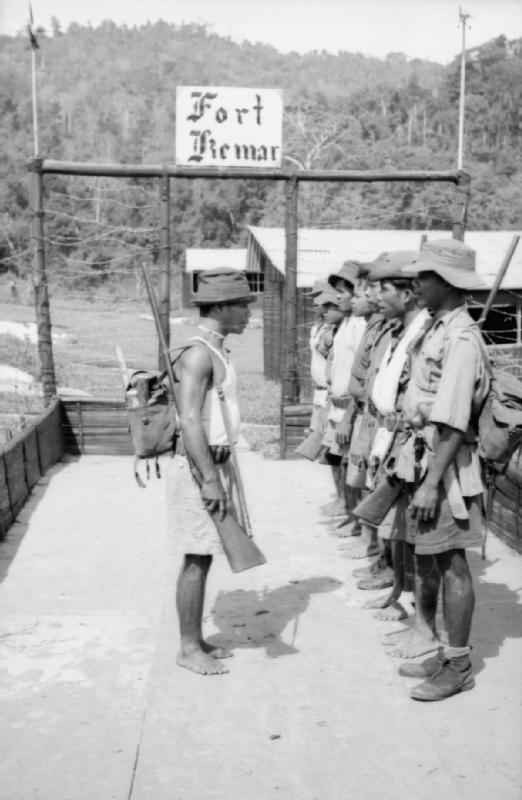
Бійці підрозділу сеной-праак.

Події минулого посіяли глибоку недовіру оранг-аслі до малайського населення. Вони намагались ізолюватися у віддалених районах. Лише скасування рабства збільшило контакти зі сторонніми людьми. Комуністичне повстання в 1950-х роках у Британській Малайї прискорило проникнення держави у внутрішні райони. Намагаючись позбавити комуністів підтримки з боку оранг-аслі, британці застосовували примусове переселення корінних жителів у спеціальні табори, що перебували під охороною армії та поліції. Два роки сеної перебували в таборах, після чого їм дозволили повернутися в джунглі. Цей захід став для них тяжким ударом, сотні людей померли в таборах від різних хвороб. Відтоді уряд став більше звертати увагу на сеноїв та інші корінні народи. 1954 року був заснований Департамент у справах аборигенів (англ. Department of Aboriginal Affairs, попередник сучасного JAKOA), який отримав повноваження на керівництво громадами оранг-аслі. 1956 року, в період боротьби з повстанцями-комуністами британською колоніальною владою були створені загони сеной-праак (семайською мовою це приблизно означає «воєнний народ»), які, на додаток до поліцейських функцій, виконували роль військової розвідки. Вони складалися з оранг-аслі й діяли в глибоких джунглях. Загони сеной-праак виявилися дуже ефективним, їх операції були надзвичайно успішними у придушенні повстанців-комуністів. Вони зажили сумної слави через свою жорстокість, якою перевершували будь-який інший підрозділ сил безпеки.
З 1980-х років спостерігається активне вторгнення в райони проживання оранг-аслі окремих осіб, а також корпорацій і держави. Набули широкого розмаху заготівля лісу й заміна лісів на плантації каучуку та олійної пальми. Найбільших масштабів ці процеси набрали в 1990-ті роки. Ці процеси серйозно порушили життя більшості племен оранг-аслі. Без лісів колишні мисливці-збирачі не мають більше можливості збирати дикорослі плоди й полювати диких тварин. Вони змушені пристосовуватись до нового способу життя, пов'язаного з монетарною економікою. Будівництво шосейних магістралей і розвиток плантаційного господарства викликає переселення корінного населення в нові села, спеціально збудовані для них державою, та в міста.
Урядова політика покликана навернути корінних жителів на іслам і привести до складу основного населення країни як осілих селян. У той же час оранг-аслі воліли б модернізуватися без того, щоб ставати малайцями, навіть коли приймають іслам. Вливаючись до складу основного суспільства, оранг-аслі займають найнижчі щаблі соціальної драбини. Навіть їх статус як перших корінних жителів півострова нині оскаржується на майже незбагненній підставі, що вони не були носіями «цивілізації». Держава в Малайзії значною мірою організована навколо ідеї збереження особливого статусу малайців як першої серед рівних корінних громад буміпутера (малай. Bumiputera). На практиці це має глибокі наслідки для прав оранг-аслі на землі, які вони займали протягом тисячоліть, і які великою мірою перебувають під загрозою передачі в інші руки. Тривалі судові справи, пов'язані з цими питаннями, провадяться в декількох штатах Півострівної Малайзії, й часто завершуються не на користь оранг-аслі.

## Господарство
Приблизно до 1950 року більшість груп оранг-аслі дотримувались традиційного способу життя, вони мали економіку прожиткового мінімуму, доповнену торгівлею або продажем лісових продуктів. Основним заняттям для більшості груп сеноїв було примітивне ручне підсічно-вогневе землеробство. Сеної вирощують гірський рис, маніок, кукурудзу, просо, овочі, трохи фруктових дерев.
У межах свої традиційних земель люди розчищали ділянку лісу й використовували її для ведення землеробства протягом трьох-чотирьох років, тоді переходили на іншу ділянку. Старі ділянки просто кидали, й вони знову заростали джунглями. Розчищення нового поля займало від двох тижнів до місяця. Основними знаряддями були кілочок для садіння та мачете. Сенойські поля страждали від бур'янів, шкідників (щури, птахи), а також диких тварин (олені, слони). На догляд за землею витрачалося небагато часу, так само як і на боротьбу із шкідниками, безнадійну в умовах джунглів. Тому значна частина врожаю втрачалася. Для захисту від диких звірів сеної зазвичай огороджували свої поля. Зернові культури висаджували в середині літа, невелика посадка була можлива й навесні. Мета полягала в тому, щоб посадити сорти всіх культур і хоча б деякі вижили незалежно від погодних та інших умов. Збирання врожаю проводилось цілий рік, коли виникала потреба в їжі; тільки рисові врожаї визначалися спеціальним календарем.

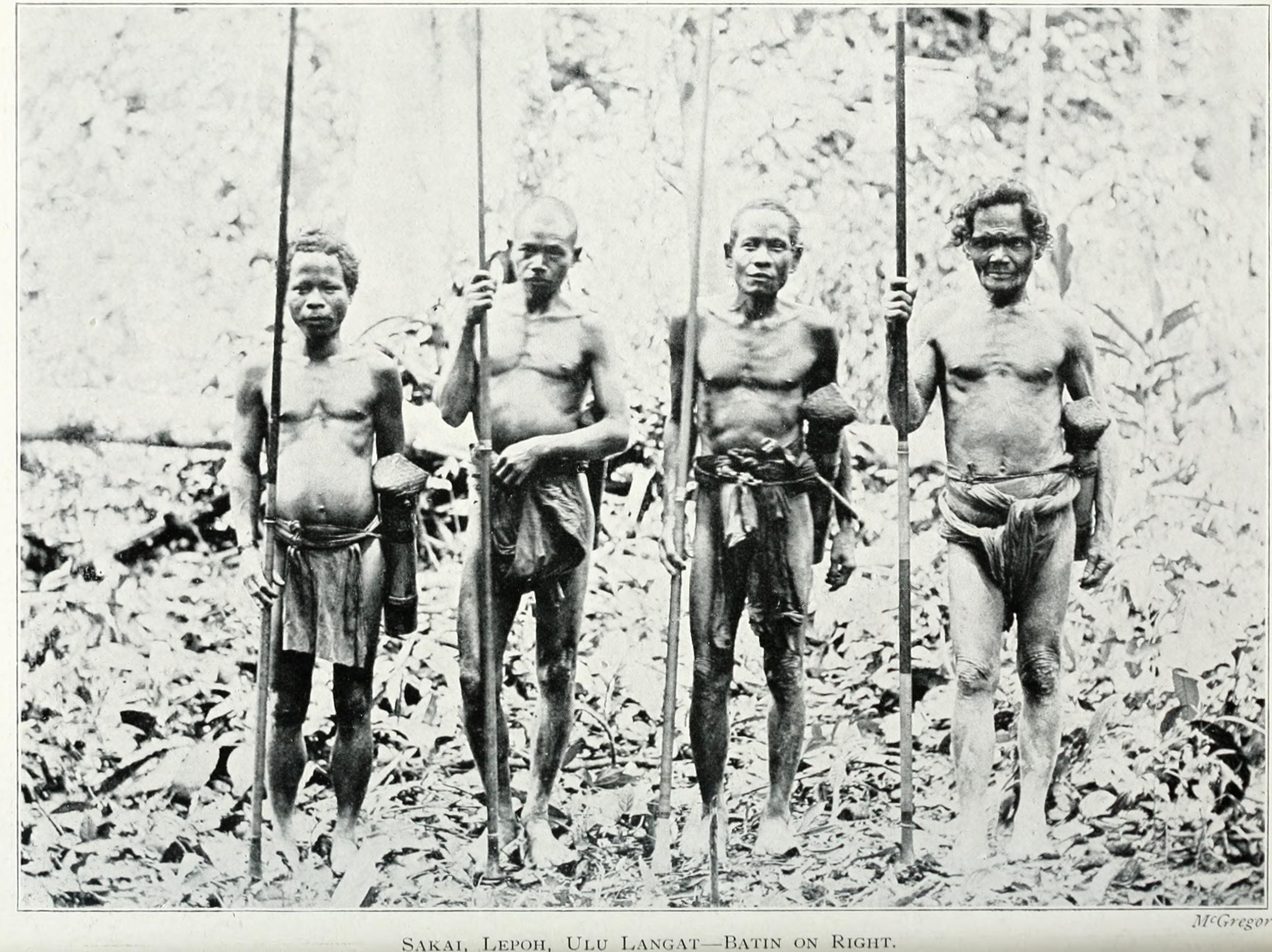
Сенойські мисливці з духовими трубками.

Додатковими напрямками сенойського господарства є мисливство, рибальство та збирання лісових продуктів: ротанг, каучук, листя дикого банану. Традиційно на полюванні сеної використовували духові трубки з отруйними дротиками. Духові трубки є предметом великої гордості чоловіків. Вони відполіровують і прикрашають їх, ставляться до них з турботою та ласкою; виготовленню ідеальної духової рушниці вони приділяють більше часу, ніж будівництву нової хати. Об'єктами полювання є такі відносно невеликі тварини, як білки, мавпи та дикі свині. Мисливців, що повертаються з полювання, зустрічають з ентузіазмом і танцями. Більшу дичину (олені, дикі свині, пітони, бінтуронги) здобувають за допомогою пасток, капканів, списів. На птахів ставлять сильця. Рибу ловлять, головним чином, спеціальними кошиками у вигляді пасток. Використовуються також отрута, греблі, загорожі, списи, гачки.
У межах своїх традиційних територій сеної мають фруктові дерева, з яких збирають сезонний урожай. Бамбук, ротанг і пандан є основною сировиною для виробів сенойського ремесла. Бамбук незамінний при будівництві хат, виготовленні побутового посуду, човнів, інструментів, зброї, парканів, кошиків, водопроводів, плотів, музичних інструментів та прикрас. Сеної є майстрами у виготовленні кошиків, особливо складними технологіями їх виготовлення володіють майстри з осілих груп населення. Для пересування річками зазвичай використовують бамбукові плоти, рідше човни-довбанки. Виробництво кераміки, обробка тканин та металів сеноям невідомі. Традиційні тканини з кори чотирьох видів дерев тепер вдягають лише при проведенні спеціальних ритуалів.
Тримають курей, кіз, качок, собак та котів; курей їдять самі, кіз та качок продають малайцям.
Малайським або китайським торговцям постачали ротанг, каучук, деревину, фрукти (петай, дуріан) і метеликів в обмін на металеві інструменти (сокири, ножі), сіль, тканини, одяг, тютюн, сіль та цукор або за гроші.
Загальне співвідношення окремих галузей господарства є нечітким, до того ж відрізняється у різних племен. Багато семакберійців є осілими землеробами, але є серед них групи, які традиційно вели бродячий спосіб життя мисливців-збирачів. Махмерійці, що живуть близько до узбережжя, більше пов'язані з морем і займаються рибальством.
Попри відсутність формального розподілу праці між чоловіками та жінками, деякі відмінності все-таки існують. Чоловіки спеціалізуються на мисливстві та виконанні важких робіт, таких як будівництво хати, вирубка великих дерев, вони також займаються виготовленням духових трубок і пасток. Жінки переважно відповідають за догляд за дітьми та домашні справи. Вони також займаються збиральництвом, плетенням кошиків, рибалять з кошиками. Деяку роботу виконують як чоловіки, так і жінки; разом вони працюють у полі.
Сьогодні більшість сенойських громад перебуває в постійному контакті з великим малайзійським суспільством. Багато людей живе осіло в селах, збудованих у стилі малайського села. У рамках урядової кампанії розвитку вони отримали в управління плантації каучуку, олійної пальми або какао. Сеної також часто наймаються на роботу в містах як некваліфікована робоча сила, але є серед них і кваліфіковані працівники, навіть професіонали. Деякі групи сеноїв, зокрема джагути, за підтримки уряду, навчилися виготовляти дерев'яні фігурки й продають їх туристам. Окремі групи чевонгів продовжують жити в лісі й переважно дотримуються традиційного способу життя. Проте й їхня життєдіяльність зазнала суттєвих змін. Вони мають можливість купувати їжу, безалкогольні напої, сигарети, нові футболки або саронги. Для задоволення багатьох своїх нагальних потреб вони потребують грошей, для їх отримання люди збирають лісові продукти на продаж.
Контакти зі сторонніми людьми для сеноїв пронизані недовірою, страхом і боязкістю, що сформувалися столітньою практикою експлуатації. Китайці й малайці купують продукцію джунглів або сільськогосподарську, але платять за неї значно менше ринкової ціни. Вони наймають корінних жителів на роботу, але нерідко не платять їм або платять набагато менше, ніж домовлялися. Водночас якість громадських послуг, пропонованих оранг-аслі, є значно нижчою, ніж та, що пропонуються малайцям і китайцям, які живуть поруч. Корінні жителі добре усвідомлюють це і розглядають свої відносини зі сторонніми як глибоко несправедливі й експлуататорські. Проте вони рідко скаржаться й уважають за краще застосовувати свою вікову практику уникання конфліктів.

## Суспільство
У більшості сенойських племен суспільство є політично й соціально егалітарним. Для сеноїв кожна особа є вільною. Людям дозволяється робити те, що їм подобається, якщо вони при цьому не завдають шкоди іншим. Рівність усіх членів громади була й залишається одним із стовпів, на яких тримається сенойське суспільство. Час від часу проводять сільські ради, в яких може брати участь кожен, незалежно від віку чи статі. Обговорюють на них зазвичай серйозні суперечки. Колективні рішення приймаються на основі консенсусу після відкритих дискусій у межах усієї громади. Рада може тривати багато годин чи навіть декілька днів, поки всі не будуть задоволені. Люди усвідомлюють, що головне — зберегти єдність громади. Якщо хтось залишиться незадоволений рішенням громади, він, ймовірно, перебереться до іншого поселення.
Домінують в суспільстві літні люди. Сеної поважають старших і навіть можуть вибрати деяких із них старостами, але ці лідери не мають ніякої владної сили. Табу на втручання в індивідуальну автономію не дає жодних повноважень старійшинам втручатися в особисте життя людини, завадити їй ігнорувати рішення або піти. Словесні здібності, а не багатство чи щедрість, є головними передумовами для отримання лідерства. Дуже важливою вважається духовна мудрість, отримана в результаті контакту зі знайомими духами у снах.
Сенойські традиції забороняють будь-яке міжособистісне насильство, як всередині своїх груп, так і у стосунках зі сторонніми. Це може частково бути результатом трансформації суспільства в часи, коли оранг-аслі були жертвами малайських мисливців за рабами. Сенойські громади великою мірою перебували в стані конфлікту з різними малайськими державами, які розташовувались униз за течією річок. Їх стратегія виживання полягала в тому, щоб уникати контактів зі сторонніми. Яскравим прикладом є сучасні чевонги. Вони рішуче підкреслюють свою племінну належність, рухаючись при кожній можливості так далеко від основного суспільства, наскільки це можливо. Сеної вважають за краще йти від конфліктів, й їм не соромно визнати, що вони бояться. Традиційно сеної приймають пасивну поведінку щодо сторонніх, щоб досягти кращого результату в складній ситуації. Поодинці люди відчувають себе в постійній небезпеці. Сеної панічно бояться бурхливих гроз, дуже бояться тигрів.
Свої страхи люди передають своїм дітям. Ця категорія вважається особливо вразливою й потребує захисту. Сеної ніколи не карають і не примушують своїх дітей, тому поведінка дітей контролюється через табу. Особливо люди переживають, щоб їхні діти несвідомо не вчинили певне порушення. Діти з розповідей дорослих дізнаються про всюдисущих «злих духів», які часто з'являються у вигляді тигрів або інших небезпечних істот. Батьки можуть загрожувати неслухняним дітям громом, якщо хочуть зупинити негідну поведінку. Сеної дуже рано навчають своїх дітей боятись чужинців.
За винятком постійного страху, інші емоційні спалахи рідко зустрічаються в сеноїв. Вони приглушують прояви гніву, трауру, радості, навіть стримують сміх. Вони не виявляють емоцій і в міжособистісних стосунках. Мало можна побачити відкритих виразів прихильності, співпереживання або співчуття.
Проте взаємодія з пануючою культурою призвела до певних змін у сенойському суспільстві, особливо це помітно серед південних племен. У семелаїв та махмерійців вже давно виникло ранжування політичних позицій та існували спадкові лідери-батини.
Нуклеарні сім'ї, які володіють лісовими полями, хоча й нестабільні, але є основною формою сім'ї у сеноїв. Пари зазвичай повільно й неформально переходять до постійних стосунків, що не передбачають жодних складних весільних церемоній. Проте в багатьох громадах люди відійшли від старих традицій, вони грають весілля на зразок малайського, практикують викуп за наречену. Родинні зв'язки у північних та центральних сеноїв зосереджені в межах конкретних річкових долин. Заборонені шлюби між близькими родичами, перевага надається одруженню зі свояками. У південних громадах, що належать до числа аборигенних малайців, шлюби вкладаються в межах села або локальної області, навіть з двоюрідними братами і сестрами. Молодята живуть почергово з батьками дружини та чоловіка, поки не матимуть власного житла. Розлучення є поширеним явищем, часто навіть після тривалого періоду спільного життя. Діти та батьки разом вирішують, де будуть жити діти після розлучення батьків.
Існують відмінності в термінології спорідненості між окремими групами сеноїв в плані лінійності та поколінь. У семаїв та темьярів розрізняють старших і молодших братів і сестер, але не брата й сестру. В семелаїв та махмерійців відрізняють старших братів від старших сестер. Існують у сеноїв терміни, що відповідають неформальним віковим категоріям, наприклад: новонароджені, діти, хлопці та дівчата, старі чоловіки та жінки.
Розширені сім'ї, які дуже тісно пов'язані між собою й поєднані спільним походженням, в сенойському суспільстві мають аморфний характер і не відіграють помітної ролі в організації суспільства. Розширена сім'я в гірських районах живе у спільній довгій хаті.
Місцева група, як правило, село, але іноді кілька сіл, має колективні права на традиційні землі (сака). Переходячи до нових сака, групи часто розколюються або зливаються. Більші родові групи поширюють свою власність на декілька сака. Існують також великі територіальні об'єднання, що займають землі в межах основних вододілів. Зв'язки між групами та їх сака є сентиментальними, а не юридичними. Ні британські закони в минулому, ні теперішні малайзійські закони не визнають права сеноїв на їхні традиційні землі.
Ліс у сеноїв перебуває у власності громади, але розчищені ділянки, де вирощують культурні рослини, а також хати належать окремим сім'ям. Існує також право власності окремої особи на фруктові дерева в лісі. Після переходу групи на нове місце власники зберігають права на свої дерева. Після смерті людини земля переходить до вдови або вдівця з братами або дітьми, які отримують рухоме майно, залежно від потреб. Західні семаї ділять землю або дерева, отримані після шлюбу, порівну між вдовами та близькими родичами померлого.
Через те, що ліс і все, що в ньому знаходиться, було колективною власністю громади, всі лісові продукти, за винятком тих, що призначені на продаж, люди приносили в село й там ділили порівну між усіма присутніми. Існує заборона їсти наодинці (правило пунен), слід ділитися всім, знеохочується індивідуальне споживання й накопичення. На цій основі існувала практика негайного споживання всього, що було принесене із лісу.

## Вірування
Дотримуються традиційних вірувань, частина — мусульмани, є християни, бахаїсти. У сеноїв немає жорсткої системи релігійних переконань та обрядів. Індивідуальна автономія поширюється й на релігійні вірування, створюючи безформний анімізм, розвинена система табу. Сеної бачать своє лісове середовище наповненим багатьма нелюдськими істотами, що мають свідомість, як і люди, з якими вони взаємодіють на щоденній основі, дотримуючись ряду правил і заборон, які ґрунтуються на їх розумінні Всесвіту. Порядок у Всесвіті вважається настільки крихким, що люди завжди повинні бути обережними, щоб не зруйнувати його й не випустити погані, ворожі страхіття у світ.
У світі сеноїв повно злих духів, яких вони називають мара. Ці істоти спричиняють захворювання, нещасні випадки та інші нещастя. Вони непередбачувані й зловмисні, можуть будь-коли напасти без жодної причини, хоча певні порушення збільшують імовірність такого нападу. Єдиний захист від мара — це інша мара, яка стала дружньою для людини чи групи людей. Така мара називається гунік, своєрідний захисник або знайомий зі світу духів, якого можна викликати на допомогу, коли сталися неприємності. Існують також добрі духи, які допомагають в роботі, на полюванні, в особистому житті.
Духи настільки боязкі, що більшість церемоній проводяться в темряві ночі. Уважається, що духи люблять аромати й красу, тому обрядові ділянки прикрашаються квітами й ароматичним листям. Співами та танцями люди намагаються запевнити духів, що раді їм. Церемонії, які зазвичай тривають від двох до шести ночей, проводяться тільки для зцілення хвороб, пов'язаних з болем або втратою духовного здоров'я окремої особи або громади в цілому.
Усі бояться грому, люди роблять «кровну жертву», що заспокоїти бурю. Ці жертви є індивідуальними, не колективними.
Люди, більшість тварин та інших істот, за сенойськими уявами, мають по кілька відокремлених «душ». У людини одна душа локалізується в центрі лоба, інша — в зіниці ока, обидві здатні залишати тіло, коли людина спить або перебуває в трансі. Тому сни вважаються дуже важливими, адже вони встановлюють контакт з надприродним світом. Вони можуть «попереджати» про певні події. Люди вважають, що мають у потойбічному світі власних духів, з якими вони спілкуються уві сні або в стані трансу. В такий спосіб вони можуть отримати допомогу в діагностуванні та лікуванні хвороб, викликаних злими духами. Жінки зазвичай уникають таких зв'язків, адже стан трансу дуже виснажує людину; виняток становлять повитухи.
Небагато людей мають здатність мати справу з надприродними об'єктами. Тому вони часто звертаються по допомогу до своїх шаманів з числа жителів села. Шаманами стають люди, які виявили здатність «спілкуватися» з духами. Уважається, що шаманами можуть бути як чоловіки, так і жінки, причому жінки мають кращі до цього здібності. Але таких жінок мало, мабуть, тому що їх тіла недостатньо сильні, щоб витримати навантаження трансу.
Шамани водночас виконують роль знахарів. Хвороби та смерть, за віруваннями сеноїв, викликають злі духи, а дії духів, у свою чергу, бувають спровоковані недотриманням встановлених правил і заборон. Легкі хвороби лікують за допомогою рослинних ліків, але в серйозних випадках звертаються до шаманів. У стані трансу шаман відправляє свою душу в край надлюдських істот, там вона спілкується з духами з метою отримати сильні ліки або заклинання для повернення душі хворого. Душі померлих, на думку сеноїв, стають примарами. Тому мерців закопують по інший від села бік річки, оскільки вважається, що примари не можуть перетнути проточну воду.
Зі збільшенням впливу з боку сторонніх, оранг-аслі зіткнулися з конкуруючими релігійними світоглядами. Християнські місіонери були активними в 1930-х роках, створивши перші письмові тексти аслійськими мовами. Уряд Малайзії проводить державну політику, спрямовану на ісламізацію корінного населення, але такі його кроки є непопулярними серед оранг-аслі. Певного поширення серед темьярів отримала бахаїстська релігія. Під впливом світових релігій у громадах сеноїв спостерігається також розвиток інноваційних синкретичних культів, коли на традиційні вірування накладаються певні малайські (мусульманські), китайські (буддійські) та індуїстські елементи.
За даними статистики JHEOA, серед усіх оранг-аслі анімісти становили 76,99 %, мусульмани 15,77 %, християни 5,74 %, бахаїсти 1,46 %, буддисти 0,03 %, інші 0,01 %. Кількість мусульман серед окремих сенойських народів була такою:
|              | Загальна чисельність (1996) | Кількість мусульман (1997) |
| ------------ | --------------------------- | -------------------------- |
| Семаї        | 26 049                      | 1 575                      |
| Темьяри      | 15 122                      | 5 266                      |
| Джагути      | 3 193                       | 180                        |
| Чевонги      | 403                         | 231                        |
| Махмерійці   | 2 185                       | 165                        |
| Семакберійці | 2 488                       | 956                        |
| Семелаї      | 4 103                       | 220                        |

Сеної приймають або відкидають певну релігію, виходячи з особистих і соціальних міркувань. Зголошуючись мусульманами, вони очікують на державну підтримку та певні преференції. З іншого боку, в сенойських громадах, зокрема серед семаїв, є сильні побоювання, що прийняття світової релігії може підривати їх ідентичність.

## Побут

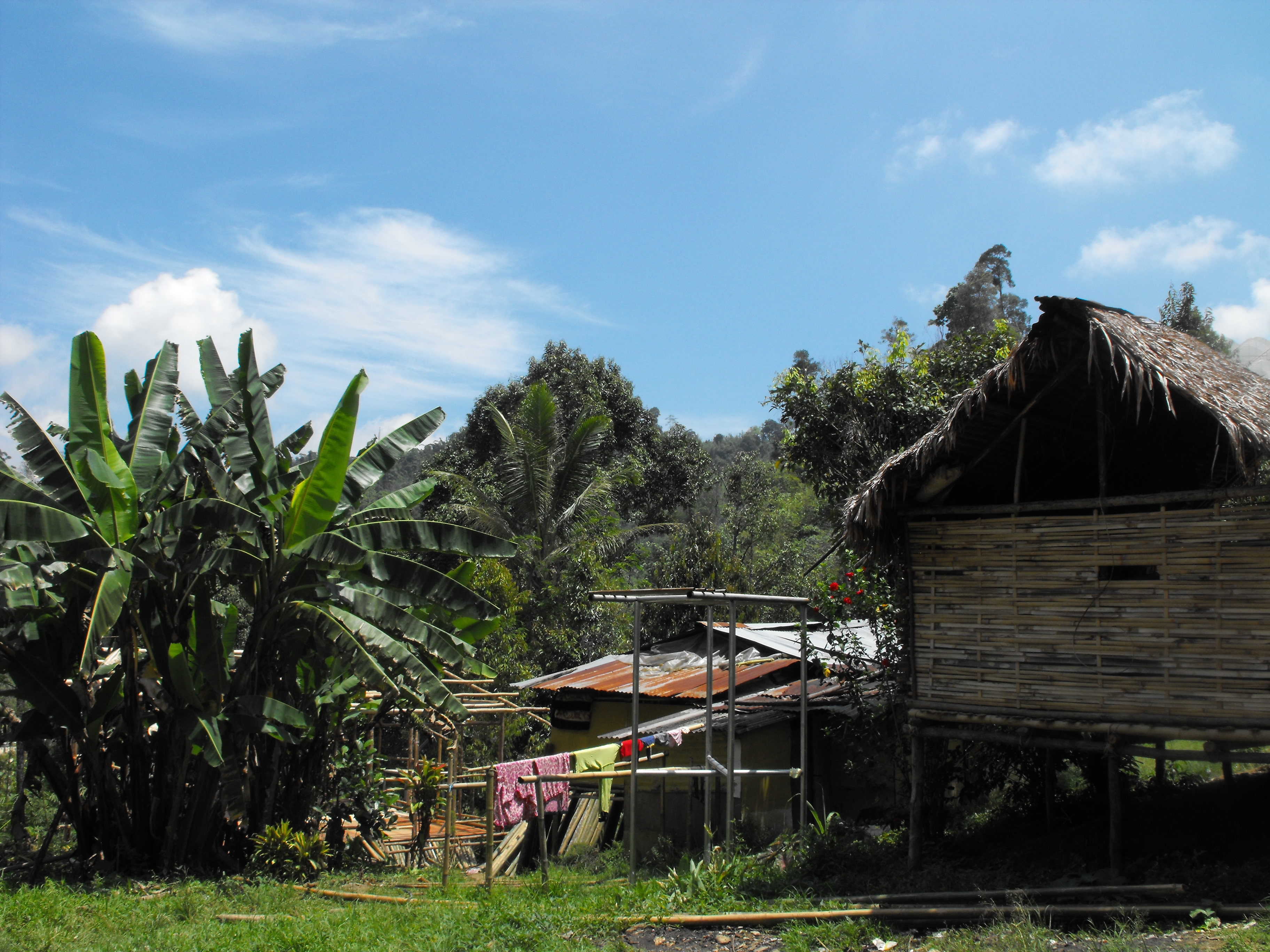
Сенойське село.

Традиційно сеної жили автономними сільськими громадами, що налічували від 30 до 300 осіб. Поселення, як правило, розташовуються на підвищенні поблизу впадіння струмка в річку. Місце для поселення визначається старійшиною. Воно повинно бути розташоване далеко від могил, вільне від дерев твердих порід, таких як мербау (Intsia bijuga) тощо. Поселення не може стояти на болоті, вважається, що тут «живуть» привиди. Уникають також місцин з водоспадами й великими річками, де «живуть» русалки.
У районах з низькою щільністю населення сенойські громади жили на одному місці від трьох до восьми років. Коли земля виснажувалась, вони переселялися на нове місце. Сеної рідко покидають свій рідний вододіл, що утворює традиційну територію громади (сака). Мало хто протягом свого життя переселяється на відстань далі ніж за 20 кілометрів від місця народження. В районах, де щільність населення є вищою, особливо, якщо там поселилися малайці та інші чужинці, сенойські громади живуть тепер на одному місці й лише на час збирання врожаю вирушають до своїх лісових полів, де в цей час живуть у примітивних хижах. Громади, що займаються вирощуванням вологого рису, здавна живуть у постійних поселеннях.
Традиційні хати будували з бамбука, кори та сплетеного пальмового листя, крили їх сухим пальмовим листям. Будівлі стояли на палях на висоті від 1 до 3,5 м над землею, а в районах, де зустрічаються тигри і слони, навіть до 9 м.
На першому етапі існування поселення ставили одну велику довгу хату, в якій жила вся громада. Її будували усією громадою, використовуючи тверді породи дерев. Згодом нуклеарні сім'ї ставили собі окремі хати й перебиралися жити до них. Довгі хати в більшості сенойських поселень залишалися, вони використовувались для проведення громадських зборів і церемоній. Деякі громади у віддалених гірських селах продовжують жити в довгих хатах, які мають довжину до 30 метрів і вміщують до 60 осіб. Нуклеарні сім'ї в таких хатах мають свої окремі відділення (кімнати), крім того, є громадська зона.
Тепер більшість сеноїв живе в селах малайського типу, збудованих спеціально для них державою.

Сенойська жінка (1899 р.).

Сучасні сеної, що контактують з малайцями, носять одяг, характерний для більшості населення Малайзії. Але в деяких глухих районах чоловіки й жінки все ще ходять в одних лише пов'язках на стегнах у вигляді вузького паса з лубу. Верхню частину тіла прикривають рідко, іноді жінки закривають груди ще однією вузькою лубовою смужкою. Характерними є татуювання, розмальовування тіла. Носи протинають орнаментованими голками їжатця або бамбуковими паличками. Татуювання обличчя та тіла зазвичай має магічне значення.
Хоча основу харчування сеноїв становить рослинна їжа, вони мають сильну жагу до м'яса. Коли вони кажуть: «Я не їв протягом декількох днів», зазвичай це означає, що ця людина протягом цього часу не їла м'яса, риби або птиці.
Традиційні танці оранг-аслі зазвичай використовуються шаманом як обряд спілкування з духами. До таких танців належать ґенгуланг у махмерійців, берджером у джагутів, севанг у семаїв і темьярів.
Єдиною щорічною церемонією є свято, що проводиться після збирання врожаю рису, тепер воно синхронізоване з китайським Новим роком.
Особливі обряди пов'язані з народженням дитини. Вагітна жінка виконує всі свої звичайні обов'язки до настання пологів. Пологи відбуваються в спеціально спорудженій для цього хатині під наглядом повивальних бабок. Відразу після народження дитина отримує ім'я.
Померлих зазвичай ховають у день смерті на іншому боці річки від того, де живуть люди. Могилу копають у лісі, тіло кладуть головою на захід, разом із ним закопують тютюн, їжу та особисті речі небіжчика. Хоча померлих ховають з деяким майном, у сеноїв немає концепції загробного життя. Великих шаманів можуть ховати на дереві, тіло кладуть на бамбукову платформу. Траур триває від одного тижня до місяця, під час якого діють табу на виконання музики, танці та розваги. Декілька днів на поховальному майданчику підтримують багаття. Через шість днів після поховання проводиться ритуал «закривання могили» й місце поховання «повертають лісові». У минулому серед бродячих груп існувала практика перенесення поселення на нове місце після смерті когось із його мешканців. Тепер від неї відмовились.

## Сенойська теорія снів
У 1960-ті роки в Сполучених Штатах набула популярності так звана «Сенойська теорія снів» (англ. Senoi Dream Theory). Це сукупність положень про те, як люди можуть навчитися керувати своїми снами, щоб знизити страх і збільшити насолоду, особливо сексуальне задоволення. «Сенойська теорія снів» посилається на те, що сеної нібито мають теорію керування снами та використання снів з певною метою. Після сніданку люди збираються й обговорюють те, що їм приснилося вночі, висловлюють свої думки стосовно значення снів і визначаються, як на це реагувати. Відверте обговорення снів є особливо важливим для забезпечення соціальної гармонії в суспільстві. Шляхом такого обговорення вирішуються й конфліктні ситуації. Така практика нібито робить сеноїв одними з найздоровіших і найщасливих людей у світі, у яких немає психічних захворювань та проявів насильства.
«Сенойська теорія снів» спирається на твори Кілтона Стюарта (англ. Kilton Stewart, 1902—1965), зокрема його статтю «Dream Theory in Malaya», яка з'явилася в 1951 році. Аналіз фактів показує, що стаття є повною вигадкою. Багато з того, про що говорить Стюарт про щоденне життя сеноїв, узгоджується з повідомленнями інших авторів, але в більшості своїй опублікована ним інформація є сильним перебільшенням і використовується як відправна точка для просування власних ідей автора. Він більше піклувався вадами західного суспільства, пропонуючи йому як альтернативу «ідеальне» суспільство примітивних народів. Стюарт вважав, що він знайшов відповіді на сучасні суспільні проблеми в ритуальній практиці первісних людей. Він вважав, що мудрість племінних цілителів може бути застосована до сучасного світу. «Сенойська теорія снів» добре відповідала пацифістським настроям, що стали популярними в 1960-ті роки в США. Вона узгоджувалась із американським переконанням про пластичність людської природи, ідеями, коріння яких датується ще початком XIX ст. «Сенойська теорія снів», таким чином, є типово американським явищем. Це була казка, що з'явилася на часі. Світлі сновидіння, швидке вирішення проблем, створених «правдою» про сенойську практику снів, існували довгий час переважно в парапсихології та інших суміжних галузях.
«Сенойська теорія снів» стала причиною виникнення міфів, які мають мало спільного з реальним життям сеноїв. Самі сеної нічого не чули про цю теорію, ніколи не практикували й не розуміють її. Вони відкидають як нісенітницю можливість керування снами. Духів, на їх переконання, не можна до чогось примусити. Лише після пробудження можна аналізувати сни й визначати, на що вони вказують. Тому використання імені сеноїв для назви теорії є недоречним. Насправді не існує серйозного обговорення мрій ні за сніданком, ні на сільських радах, немає й свідчень керування снами.